# Shōtarō Dei
Shōtarō Dei (japanisch 出井 正太郎 Dei Shōtarō; * 8. August 1986 in der Präfektur Ehime) ist ein ehemaliger japanischer Fußballspieler.

## Karriere
Dei erlernte das Fußballspielen in der Schulmannschaft der Uwajima Higashi High School und der Universitätsmannschaft der Kochi-Universität. Seinen ersten Vertrag unterschrieb er 2009 bei Fagiano Okayama. Der Verein spielte in der zweithöchsten Liga des Landes, der J2 League. Ende 2010 beendete er seine Karriere als Fußballspieler.